# Батырханов, Санжар Маликулы
Санжар Маликулы Батырханов (каз. Санжар Мәлікұлы Батырханов; род. 10 ноября 1999, Талдыкорганский район, Алматинская область) — казахстанский футболист, защитник клуба «Туркестан».

## Клубная карьера
Воспитанник талдыкорганского футбола. Футбольную карьеру начинал в 2017 году в составе клуба «Жетысу М» во второй лиге. 29 апреля 2021 года в матче против клуба «Шахтёр» Караганда дебютировал в казахстанской Премьер-лиге (0:1), выйдя на замену на 39-й минуте вместо Рафката Аслана. 25 июля 2021 года в матче против клуба «Каспий» дебютировал в кубке Казахстана (0:1), выйдя на замену на 87-й минуте вместо Аслана Адилья.
В начале 2022 года подписал контракт с клубом «Женис».

## Клубная статистика
| Игровая карьера | Игровая карьера | Игровая карьера | Лига | Лига | Кубок | Кубок | Межд. | Межд. | Др. | Др. |
| --------------- | --------------- | --------------- | ---- | ---- | ----- | ----- | ----- | ----- | --- | --- |
| 2021            | Жетысу          | А               | 11   | 0    | 1     | 0     | —     | —     | —   | —   |
| 2021            | Жетысу М        | В               | 2    | 0    | —     | —     | —     | —     | —   | —   |
| 2022            | Женис           | Б               | 20   | 1    | 2     | 1     | —     | —     | —   | —   |
| 2023            | Женис           | Б               | —    | —    | 2     | 0     | —     | —     | —   | —   |
| 2024            | Туркестан       | Б               | —    | —    | 1     | 0     | —     | —     | —   | —   |